# Aulhof
Aulhof ist ein Ortsteil von Overath im Rheinisch-Bergischen Kreis in Nordrhein-Westfalen, Deutschland.

## Lage und Beschreibung
Als eigenständige kleine Ortschaft ist Aulhof mit seinen modernen Einzelhäusern nicht mehr zu erkennen. Sie befindet sich im Aggertal, nicht weit vom Overather Stadtkern entfernt, zwischen  Brücke und Wasser. Ortslagen in der Nähe sind die höher gelegenen Orte Kram und Rittberg.

## Geschichte
Der Ort entstand erst in der zweiten Hälfte des 19. Jahrhunderts. Ab der Preußischen Neuaufnahme von 1892 ist der Ort auf Messtischblättern regelmäßig als Aulhof verzeichnet.
Die Gemeinde- und Gutbezirksstatistik der Rheinprovinz führt Aulhof 1871 mit zwei Wohnhäusern und vier Einwohnern auf. Im Gemeindelexikon für die Provinz Rheinland von 1888 werden für Aulhof zwei Wohnhäuser mit fünf Einwohnern angegeben. 1895 besitzt der Ort zwei Wohnhäuser mit fünf Einwohnern, 1905 werden zwei Wohnhäuser und drei Einwohner angegeben.
Ab der zweiten Hälfte des 20. Jahrhunderts schloss sich die Baulücke zwischen Aulhof und dem benachbarten Wasser, so dass beide heute einen geschlossenen Siedlungsbereich bilden.

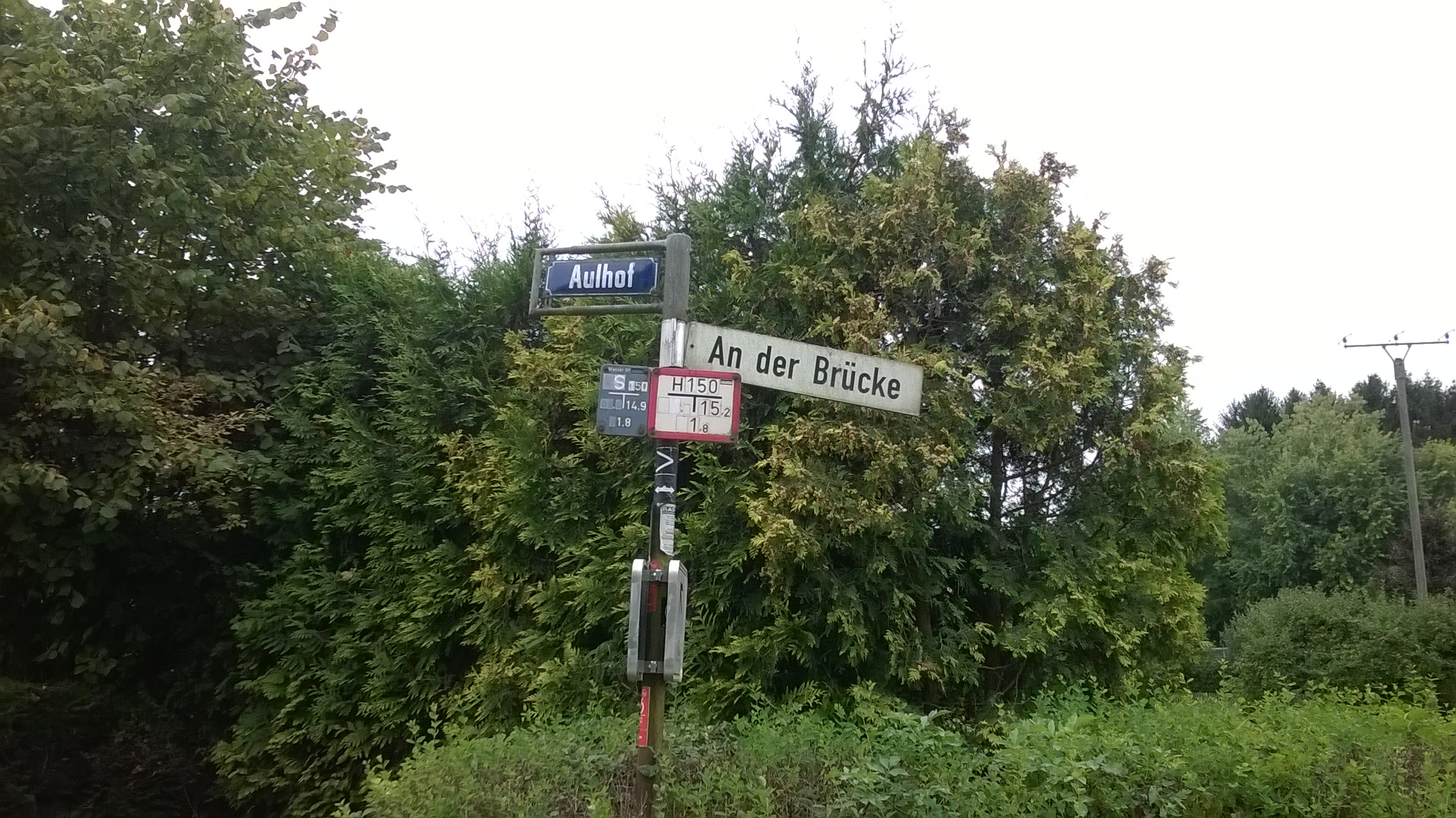
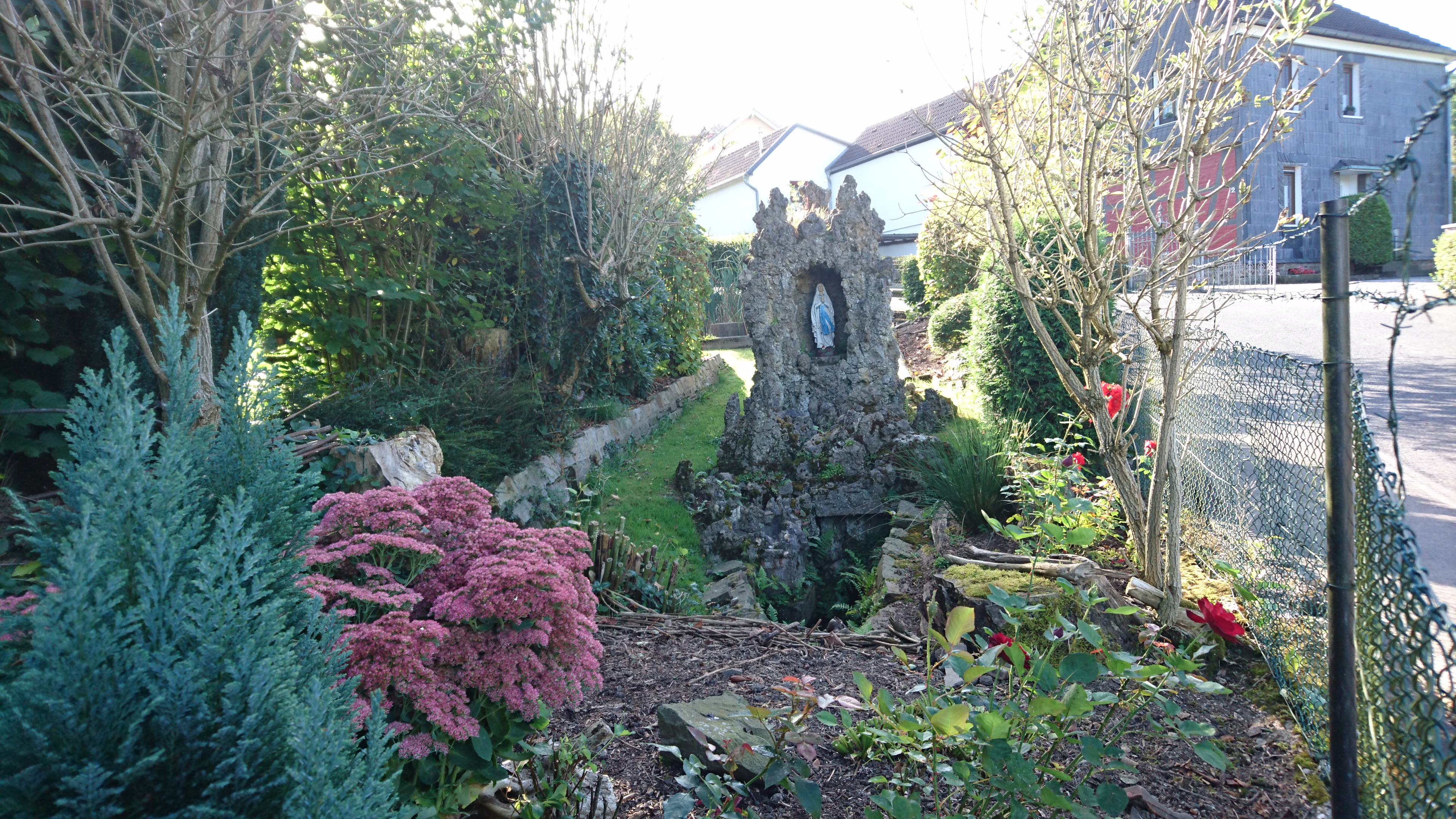
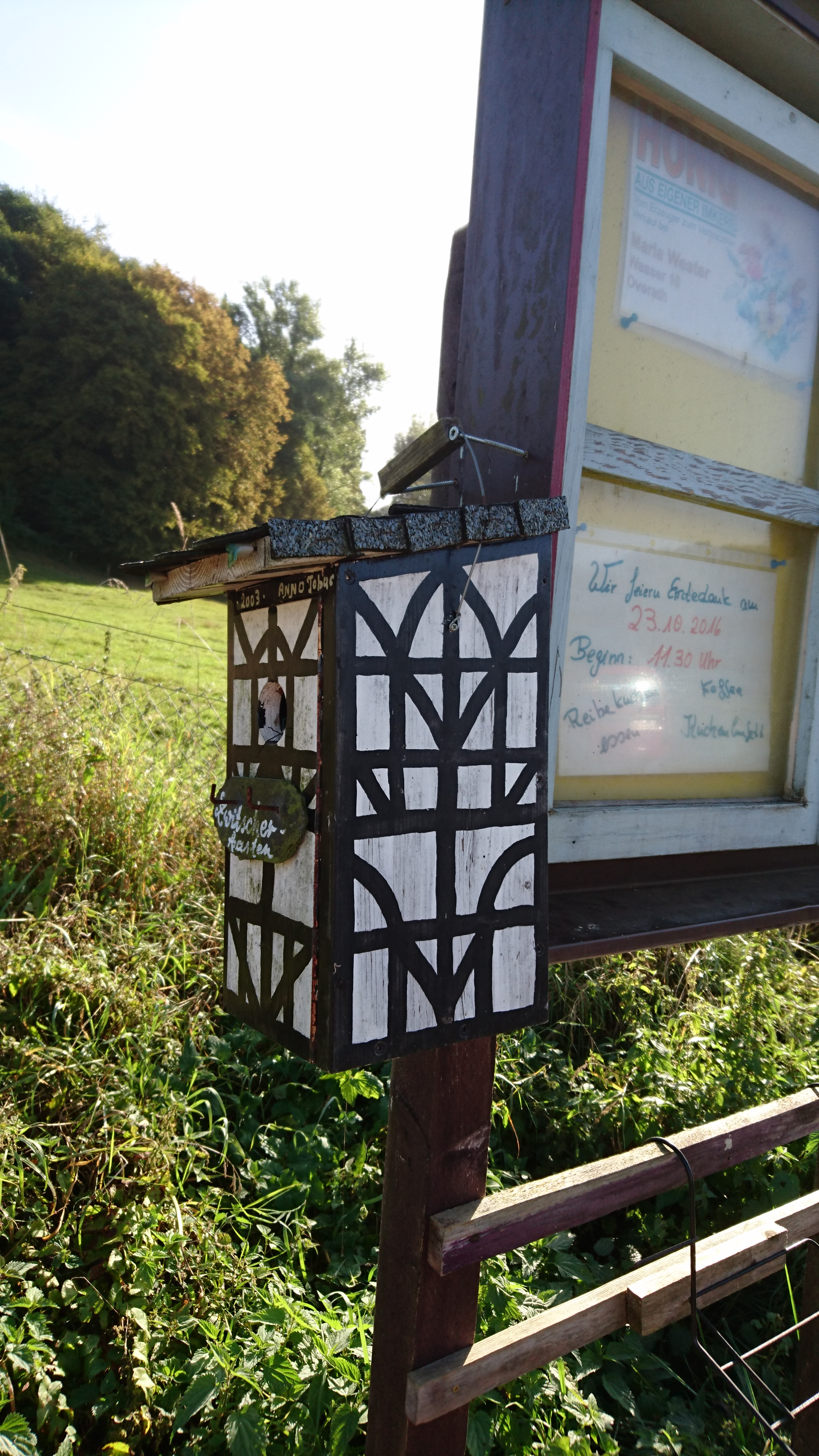